# Þórarinn stuttfeldr
Þórarinn stuttfeldr (apodado el de mantel corto) fue un escaldo islandés del siglo XII, uno de los poetas escandinavos que escribieron sobre Serkland (Califato Abasí). Aparte del lausavísur, es conocido por su Stuttfeldardrápa. Aparece como personaje histórico en una genealogía de reyes de Noruega, Morkinskinna, en la sección dedicada al reinado de Sigurd el Cruzado.